# Fridolin Beeler
Fridolin «Fritz» Beeler (* 4. Februar 1921 in Netstal, Kanton Glarus; † 20. April 1943 bei Zürich) war der jüngste von 17 in der Schweiz während des Zweiten Weltkrieges zum Tode verurteilten und hingerichteten Landesverrätern.

## Leben
Fridolin Beeler  besuchte nach der Grundschule eine Klosterschule im St. Galler Rheintal und arbeitete dann als Bäckerei-Ausläufer in Zürich. Ab Ende November 1939, also kurz nach Ausbruch des Zweiten Weltkrieges, lebte er in Schaffhausen, wo er in der «Bäckerei Ermatinger» eine Lehre antrat und zu seinem Lehrmeister bald ein enges Vertrauensverhältnis aufbaute.
Beeler hatte inzwischen mit der Lektüre von Friedrich Nietzsche begonnen (Zarathustra) und besuchte auch regelmässig Veranstaltungen der «Nationalen Gemeinschaft Schaffhausen», einer lokalen frontistischen Gruppierung. Eigenen Aussagen zufolge fühlte sich Beeler damals «als Nationalsozialist» und hielt Adolf Hitler für den von Nietzsche geschilderten Übermenschen. Von der Politischen Polizei wurde er nun ständig überwacht.
In der Folge hatte Fridolin Beeler verschiedene kurzfristige Stellen bei Bäckereien im Kanton Zürich inne. Er wurde im Herbst 1941 – wohl zu Unrecht – erstmals unter dem Verdacht der Spionage verhaftet. Wenig später nahm Beeler, auch aus Frust, Kontakt mit Agenten des deutschen Nachrichtendienstes und der Gestapo in Waldshut auf und kundschaftete für diese in der Folge militärische Objekte in der Innerschweiz aus.
Ende Februar 1942 wurde Fridolin Beeler von der Politischen Polizei in Schaffhausen verhaftet. Die gerichtliche Hauptverhandlung fand im März 1943 statt, und obwohl Beeler sein Geständnis widerrief und ihm der psychiatrische Experte eine verminderte Zurechnungsfähigkeit attestierte, wurde er zum Tod durch Erschiessen verurteilt. Beeler verzichtete auf ein Begnadigungsgesuch, obwohl dieses Chancen gehabt hätte, und fand offensichtlich Gefallen an seinem «Märtyrertod». So wurde er, 22 Jahre alt, am Morgen des 20. April 1943 in einem Wald bei Zürich hingerichtet.